# Zosterops consobrinorum
El anteojitos ventripálido (Zosterops consobrinorum) es una especie de ave paseriforme en la familia Zosteropidae.

## Distribución geográfica y hábitat
Es endémica del sudeste de las Célebes.
Sus hábitats naturales son las bosques tropicales o subtropicales húmedos.